# Târgu Mureș

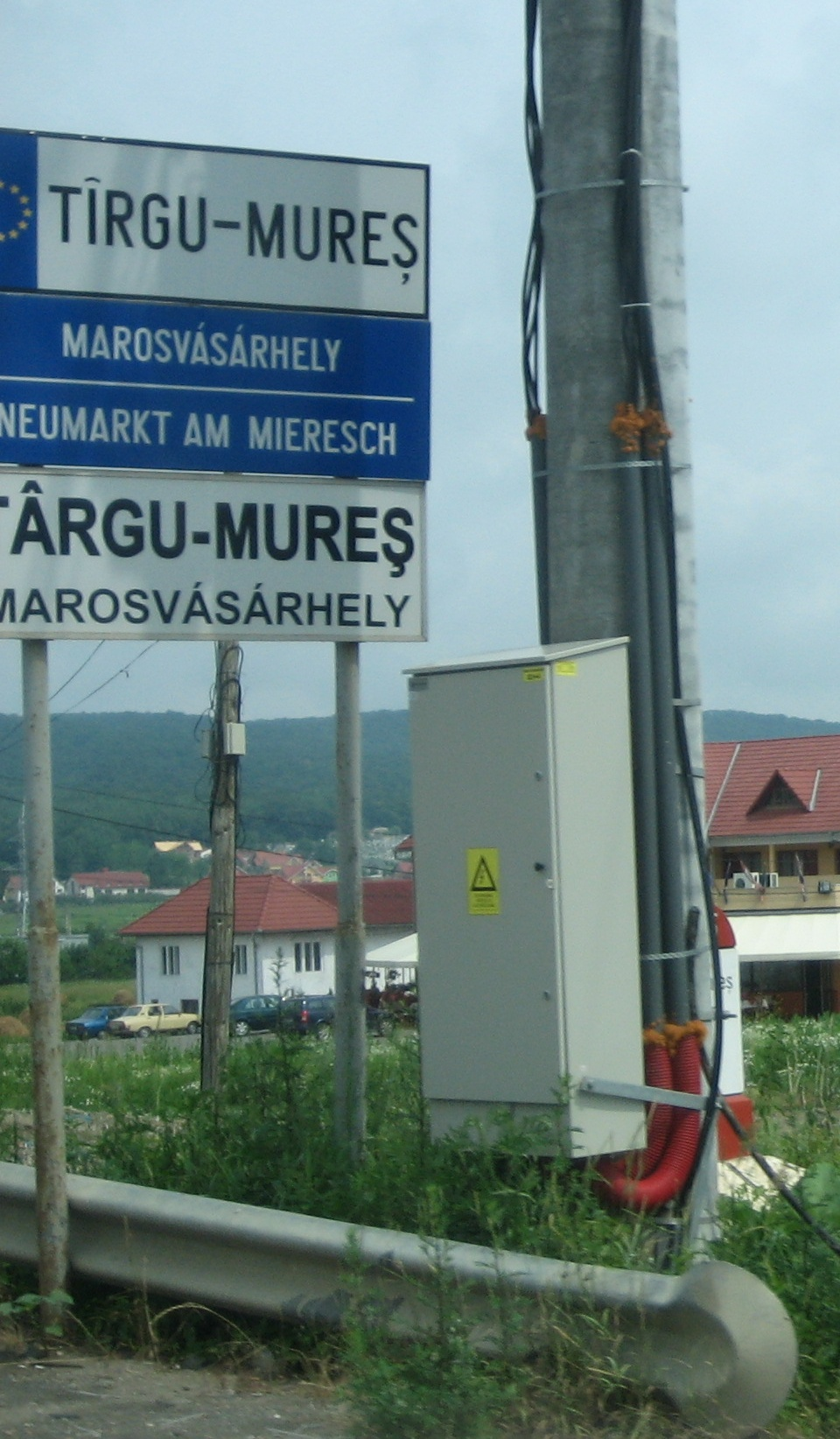
Mehrsprachiges Ortsschild: Rumänisch, Ungarisch, Deutsch (2011)

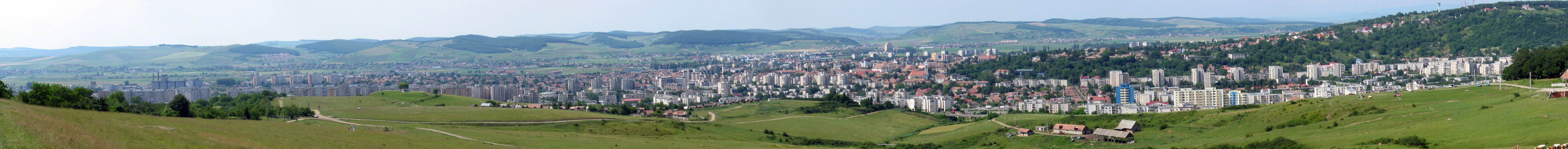
Panoramablick auf Târgu Mureș

Târgu Mureș, ältere Schreibweise Tîrgu Mureș [ˈtɨrɡu ˈmureʃ] (deutsch Neumarkt am Mieresch, ungarisch Marosvásárhelyⓘ [ˈmɒroʃvaːʃaːrhɛj]), ist eine Stadt in der Region Siebenbürgen in Rumänien. Sie ist Hauptstadt des Kreises Mureș.

## Geographische Lage
Târgu Mureș liegt am Fluss Mureș (deutsch Mieresch, ungarisch Maros) im historischen Komitat Maros-Torda. Die Umgebung ist durch Berge und Wälder geprägt. Neben einigen Seen, Bächen und Flüssen wie dem Mureș gibt es auch unterirdische Gewässer.
Das kontinental-gemäßigte Klima erzeugt große jahreszeitliche Temperaturschwankungen mit heißen, trockenen Sommern und kalten Wintern.

## Geschichte
Die ältesten archäologischen Hinweise auf die Besiedlung des heutigen Stadtterritoriums stammen aus dem Neolithikum, der Bronze- und der Eisenzeit. Außer den skythischen sind auch noch dakische und römische Spuren vorhanden.
Târgu Mureș wurde von den Szeklern gegründet. Urkundlich ist es im Jahr 1300 als Forum Siculorum, 1332 als Novum Forum Siculorum erwähnt. Die Geschichte der Stadt wurde wie die ganz Siebenbürgens vom Königreich Ungarn, vom Fürstentum Siebenbürgen bzw. ab Ende des 17. Jahrhunderts von der  Habsburgermonarchie, später Ungarn und dann Rumänien bestimmt. 1482 erhielt der Ort das Recht, Märkte abzuhalten. 1492 ist die erste Schule erwähnt. Seit dem 15. Jahrhundert fanden hier häufig die siebenbürgischen Landtage statt. Auf einem dieser Landtage wurde 1571 die Glaubensfreiheit für das Fürstentum Siebenbürgen erklärt. Um 1600 hatte die Stadt mehrfach unter Einfällen türkischer und österreichischer Truppen zu leiden. Von 1605 bis 1652 wurde die Burg errichtet.
Im 19. Jahrhundert setzte die Industrialisierung der Stadt ein; 1871 erhielt Târgu Mureș durch die Inbetriebnahme der Bahnstrecke von Alba Iulia Anschluss an das Eisenbahnnetz.
1918 (vertraglich 1920) wurde die Stadt ein Teil Rumäniens. Infolge des Zweiten Wiener Schiedsspruchs wurde Târgu Mureș von 1940 bis 1944 zwischenzeitlich nochmal ein Teil Ungarns. Nach der kommunistischen Machtübernahme im Ergebnis des Zweiten Weltkrieges wurde die Industrieansiedlung forciert; es entstanden Großbetriebe in den Branchen Chemie, Maschinenbau, Lebensmittel- und Holzverarbeitung.
Im März 1990 kam es zu ethnischen Ausschreitungen in Tîrgu Mureș.

## Bevölkerung
Im Jahr 1850 lebten in der Stadt erst 7855 Menschen, davon etwa 80 Prozent Ungarn. 1910 wohnten in der damals noch zu Ungarn gehörenden Stadt neben den 22.790 (= 89,3 Prozent) Ungarn 1717 Rumänen (= 6,7 Prozent) und 606 Deutsche (= 2,4 Prozent), insgesamt 25.517 Einwohner. Bei der ersten Volkszählung unter rumänischer Herrschaft (1920) bezeichneten sich 3246 Bürger (das heißt mehr als 10 Prozent) als Juden. 1941 – unter zwischenzeitlich ungarischer Herrschaft – lebten in der Stadt 44.933 Menschen, von denen sich nur noch 1756 als Rumänen bezeichneten (gegenüber 9795 im Jahr 1930), was auf der Flucht einiger Rumänen, vor allem aber auf einer taktisch begründeten Änderung der angegebenen Nationalität beruhte. Nur noch 514 Juden wurden registriert. 1948 lebten in Târgu Mureș wieder 762 Juden, sowohl Überlebende der Stadtgemeinde als auch Zugezogene aus anderen Teilen Rumäniens.
In der Zeit nach dem Zweiten Weltkrieg vollzog sich eine gravierende Verschiebung in der ethnischen Zusammensetzung der Stadt: 2002 waren von den 128.612 Einwohnern 63.673 Rumänen (= 49,5 Prozent) und 61.707 Ungarn (Szekler) (= 48,0 Prozent). Damit ist Târgu Mureș der Ort mit der zahlenmäßig größten ungarischen Minderheit in ganz Siebenbürgen und Rumänien.
Zur Stadt gehören verwaltungstechnisch die beiden Katastralgemeinden Mureșeni und Remetea, die 2002 zusammen 21.429 Einwohner hatten.

## Wirtschaft und Bildung
In der Industrie ist vor allem die Chemiebranche in dieser Region traditionell stark vertreten.
In Târgu Mureș gibt es folgende Hochschulen:
- Universität für Medizin, Pharmazie, Naturwissenschaften und Technik Târgu Mureș.[5] Die frühere Universität Petru Maior[6] wurde 2018 in die UMFST integriert.
- Universität der Künste Târgu Mureș[7]
- Ökologische Universität Dimitrie Cantemir[8]
- Sapientia, Technische und Humanistische Universität[9]

## Kultur und Sehenswürdigkeiten
- Der Kulturpalast (Palatul Culturii), von 1911 bis 1913 im ungarischen Jugendstil erbaut – heute auch Sitz der Philharmonie – hat Majolika-Ziegel. Die Fassade sowie das Innere sind mit bunten Mosaiken verziert. Im Palast befindet sich ein prachtvoller Spiegelsaal. Weiterhin beherbergt das Bauwerk ein Geschichts- und Kunstmuseum und steht unter Denkmalschutz.[10]
- Das Rathaus (Primăria) wurde 1936–1942 im rumänischen Brâncoveanu-Stil erbaut.
- Die Teleki-Bolyai-Bibliothek, 1799–1803 in barockem Stil gebaut, ist eine der bedeutendsten Bibliotheken in Siebenbürgen. Viele wertvolle alte Bücher sind hier zu sehen. In der Bibliothek befindet sich auch ein Museum, das an Farkas und János Bolyai erinnert, steht unter Denkmalschutz.[10]
- Die Ursprünge der Reformierten Kirche gehen auf das 14. Jahrhundert zurück. Imposant zeigt sich die nach dem Anschluss an Rumänien erbaute Orthodoxe Kathedrale (Catedrala Ortodoxă). Unweit von dieser steht die sehenswerte katholische Kirche.
- Die Fassade der Synagoge von 1899–1900 mit einem zentralen großen Rosettenfenster wird durch zwei Ecktürme hervorgehoben. Den Hauptraum mit seitlichen Emporen überdeckt eine Kuppel über einer achteckigen Basis.
- Die mittelalterliche Burg mit der reformierten Kirche, im 15. Jahrhundert errichtet, stehen unter Denkmalschutz.[10]
- Die römisch-katholische Kirche Sf. Anton der Minoriten, 1740–1767 errichtet und das Minoriten-Kloster 1750 errichtet und 1903 erneuert, stehen unter Denkmalschutz.[10]
- Die Holzkirche Sf. Arhanghel Mihail, 1793 errichtet und 1814 erneuert, steht unter Denkmalschutz.[10]

### Musikfestival
- Peninsula Félsziget Festival (Rock, Metal, Pop, Electro)

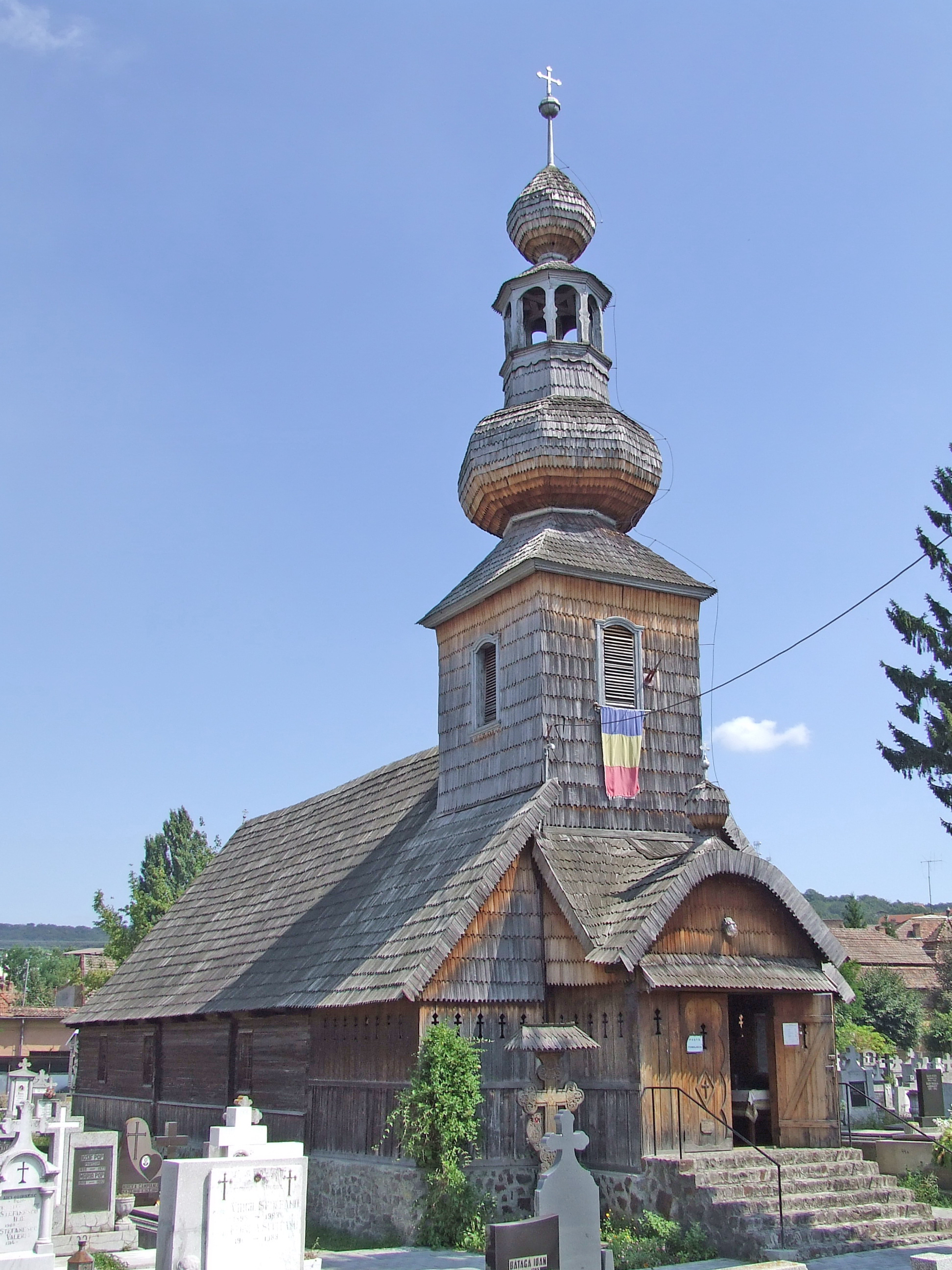
Holzkirche St. Michael
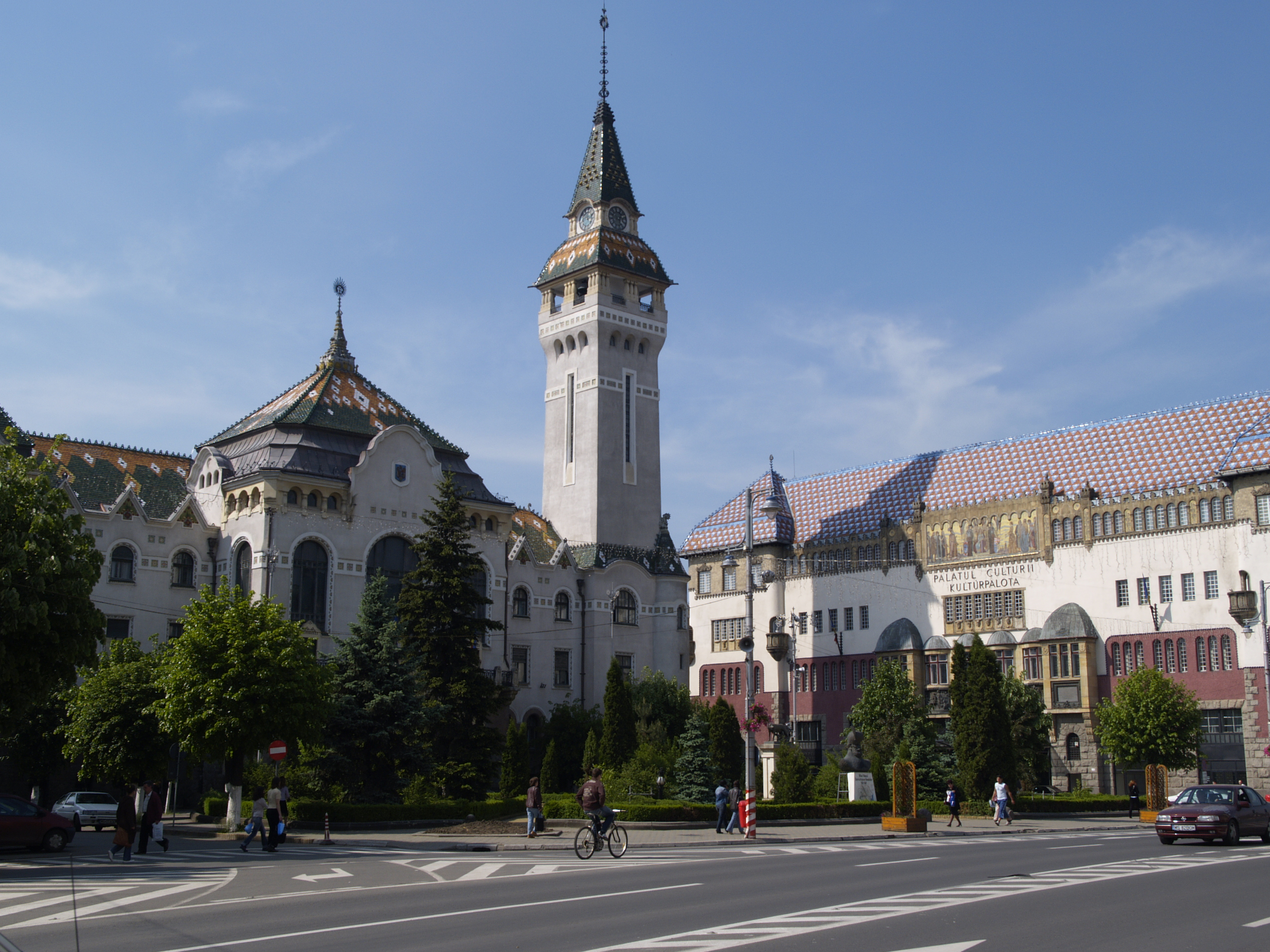
Stadtzentrum
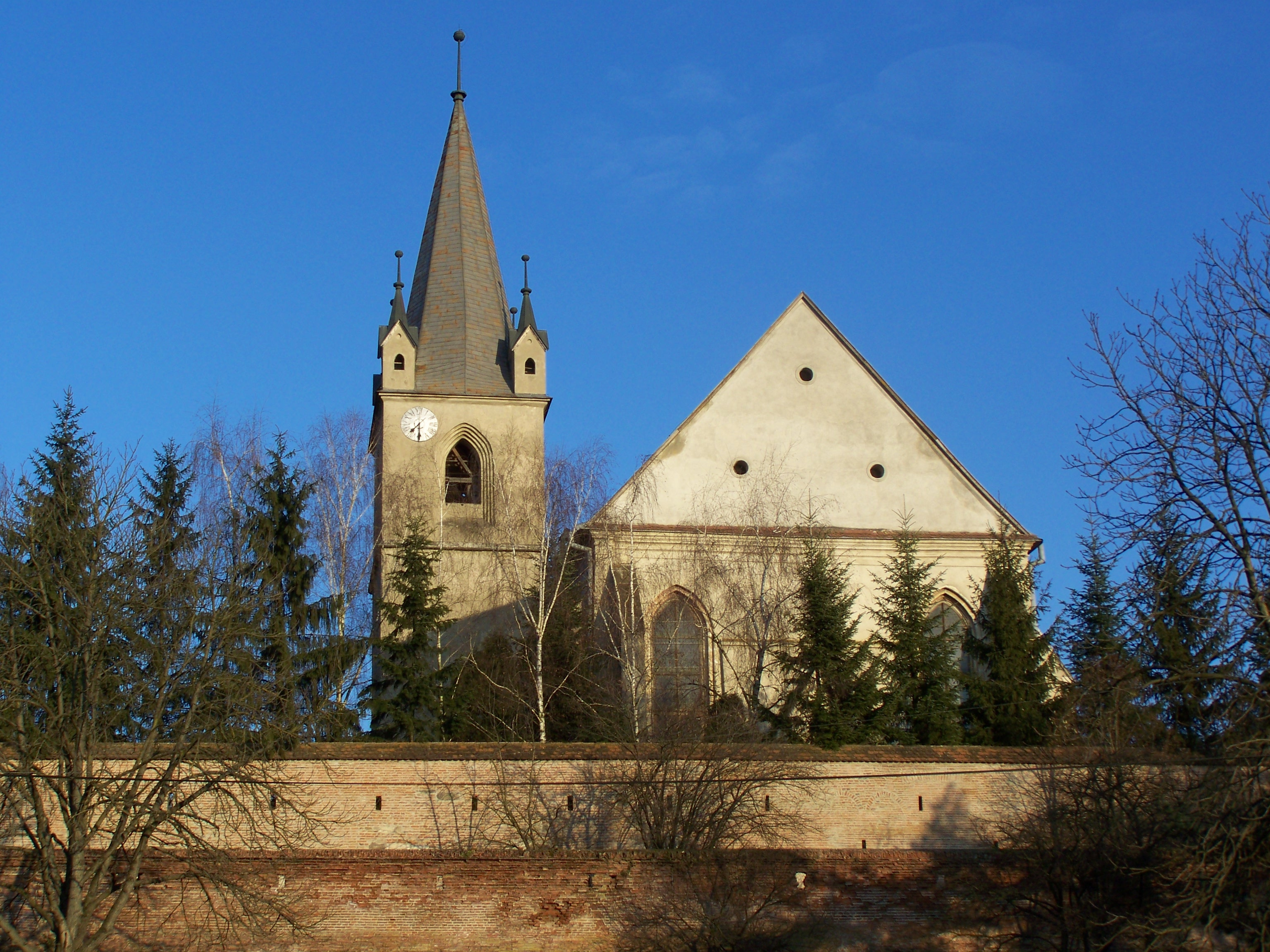
Reformierte Burgkirche
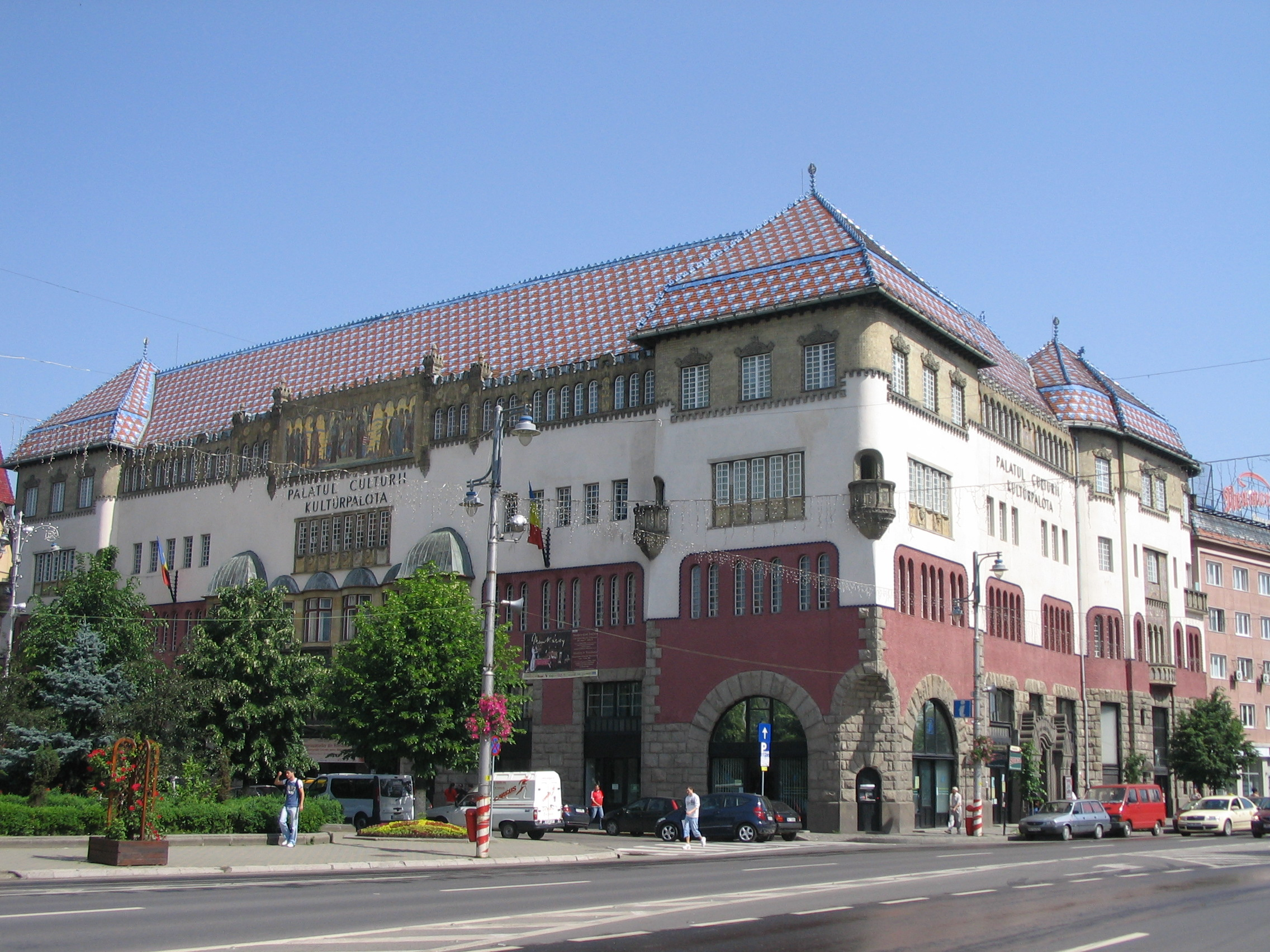
Kulturpalast
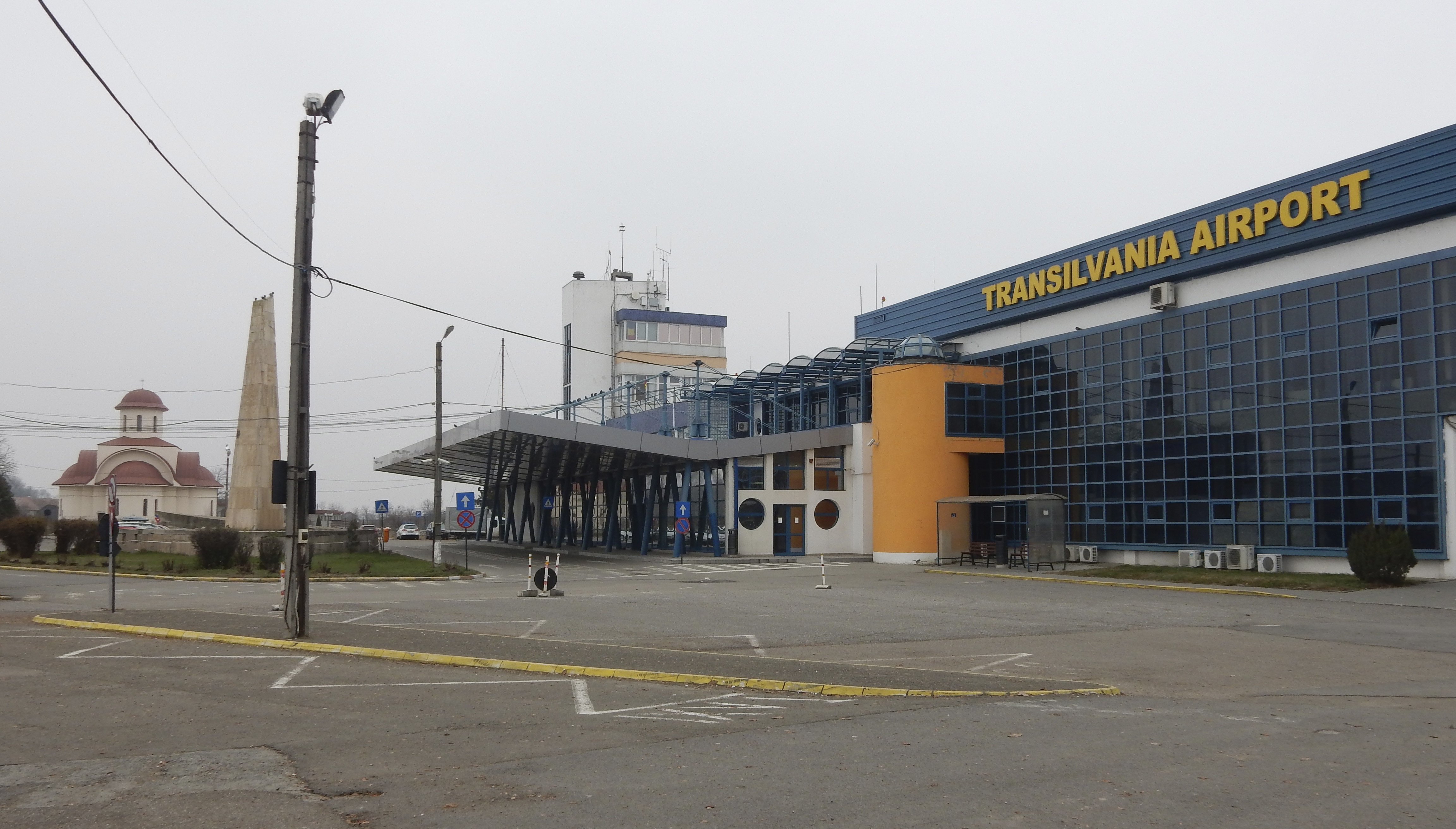
Transilvania Airport

## Verkehr

### Luftverkehr
Die Stadt verfügt über einen internationalen Flughafen (Transilvania Airport) mit Direktflügen nach Budapest, Memmingen, London Luton und Dortmund (Antalya, Hurghada, Heraklion)  (Stand: Oktober 2020). Seit 2011 ist Târgu Mureș eine operative Basis der Billigfluggesellschaft Wizz Air.

### Öffentlicher Verkehr
Das städtische Unternehmen Transport Local S. A. betreibt die Autobuslinien der Stadt und der Vororte.
Die Stadt wurde im Jahr 1871 von der Ungarischen Ostbahn erschlossen. Weiters verkehrte hier auch die Maros-Tordaer Kleinbahn.

### Fernstraßen
Târgu Mureș ist über die Europastraße E 60 aus Richtung Cluj-Napoca (Klausenburg); über die Nationalstraße DN 15 von Reghin (Sächsisch-Regen) kommend an die E 578, an das internationale Fernstraßennetz angebunden. Im Zuge des Baus der Autobahn A3 (Autostrada Transilvania) wird die Stadt auch an das Autobahnnetz angeschlossen werden.

## Persönlichkeiten

### In Târgu Mureș verstorben
- Georg von Aranka († 1817), Schriftsteller und Jurist, Assessor
- Farkas Bolyai († 1856), Mathematiker
- János Bolyai († 1860), Mathematiker
- Alexandru Todea († 2002), Bischof

### Persönlichkeiten, mit der Stadt verbunden
- Gheorghe Șincai (1754–1816), Historiker und Romanist
- Alexandru Papiu-Ilarian (1827–1877), Politiker
- András Sütő (1927–2006), Schriftsteller

### Ehrenbürger von Târgu Mureș
- Franz Lamprecht (* 1951 in Düsseldorf), deutscher Chorleiter und Dirigent

## Städtepartnerschaften
Angaben der offiziellen Homepage von Târgu Mureș:
| - IX. Budapester Bezirk in Budapest in Ungarn - Baja in Ungarn - Bournemouth im Vereinigten Königreich - Chișinău in Moldau - East Renfrewshire im Vereinigten Königreich | - Güzelçamlı bei Kuşadası in der Türkei - Ilmenau in Deutschland - Kecskemét in Ungarn - Szeged in Ungarn - Zalaegerszeg in Ungarn |